# (5526) Kenzo
(5526) Kenzo es un asteroide perteneciente al cinturón de asteroides descubierto el 18 de octubre de 1991 por Takeshi Urata desde el Observatorio de Nihondaira, Shimizu-ku, Japón.

## Designación y nombre
Designado provisionalmente como 1991 UP1. Fue nombrado Kenzo en honor de Kenzo Suzuki, un destacado observador aficionado de planetas y cometas menores en Japón, que ha realizado astrometría desde 1972 y ha descubierto varios planetas menores.

## Características orbitales
Kenzo está situado a una distancia media del Sol de 2,636 ua, pudiendo alejarse hasta 3,066 ua y acercarse hasta 2,206 ua. Su excentricidad es 0,162 y la inclinación orbital 13,55 grados. Emplea 1563,55 días en completar una órbita alrededor del Sol.

## Características físicas
La magnitud absoluta de Kenzo es 12,6. Tiene 7,437 km de diámetro y su albedo se estima en 0,319. 